# دلتای رود یانگ تسه

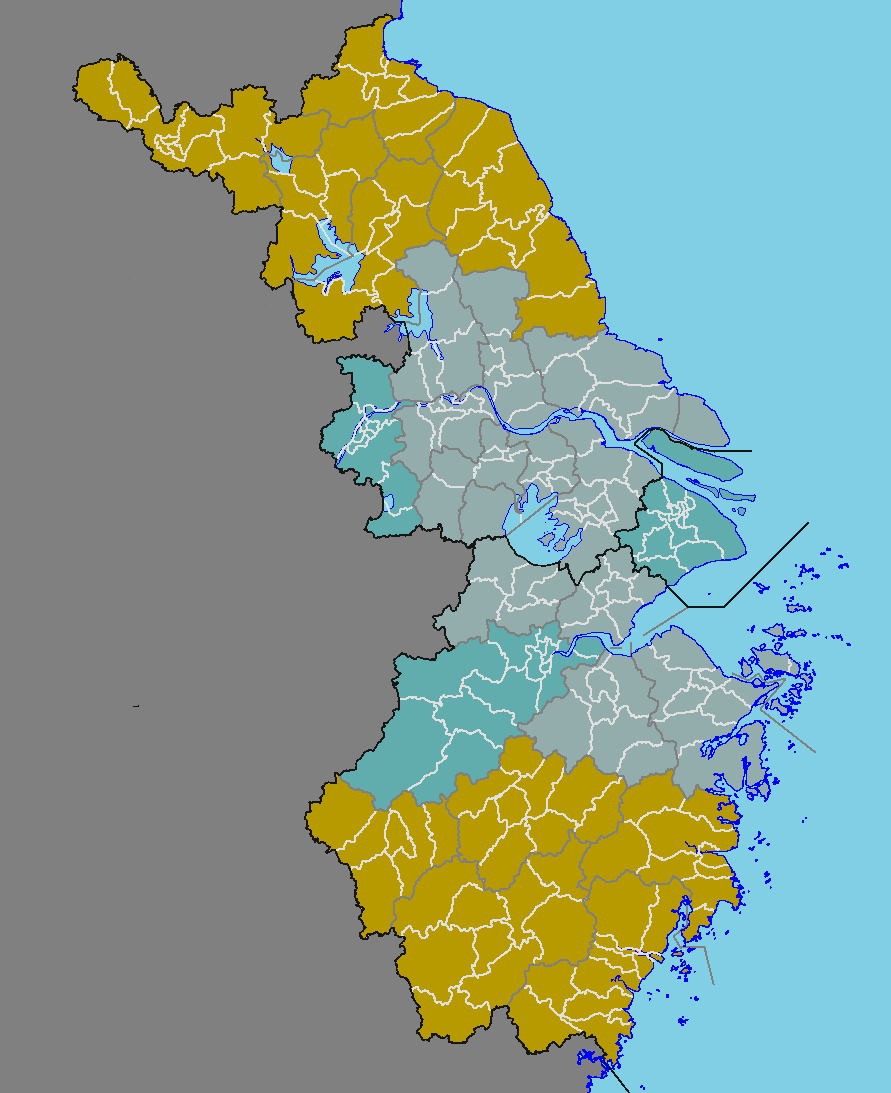
دلتای رود یانگ تسه

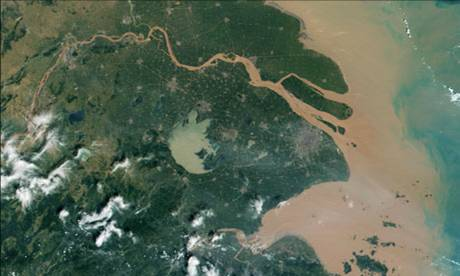
Yangtze River Delta Economic Zone

دلتای رود یانگ تسه به‌طور کلی شامل قلمرو مثلثی شکلی شامل عمدتاً سخنوران زبان وو است، شامل مناطقی چون شانگهای جنوبی استان جیانگ سو و استان‌های شمالی ژجیانگ چین. این منطقه در قلب منطقه‌ای که به‌طور سنتی به نام جیانگان (به معنای واقعی کلمه، "جنوب رودخانه یانگ تسه") قرار دارد. رودخانه یانگ تسه به شرق دریای چین تخلیه می‌شود. شهری‌سازی در این منطقه افزایش و حتی هم‌اکنون می‌توان این منطقه را یکی از بزرگ‌ترین و متراکم‌ترین مناطق شهری مجاور در جهان دانست. این منطقه مساحتی معادل ۹۹٬۶۰۰ کیلومتر مربع (۳۸٬۵۰۰ مایل مربع) را پوشش می‌دهد. جمعیت ساکنین این محل در سال ۲۰۱۰ بیش از ۱۰۵ میلیون نفر تخمین زده شده که از این تعداد تخمین زده می‌شود ۸۰ میلیون ساکنین شهرها هستند. داشتن خاک حاصلخیز، دلتا ی رودخانه یانگ تسه برای تولید فراوان دانه‌ها، پنبه، کنف و چای مناسب ساخته‌است.

## پیوندها
- دلتا (جغرافیا)